# Луций Клавдий Прокул Корнелиан
Луций Клавдий Прокул Корнелиан (лат. Lucius Claudius Proculus Cornelianus) — римский политический деятель, консул-суффект 139 года. Свой cursus honorum прошёл во времена Траяна, Адриана и Антонина Пия.
Согласно военным дипломам[1], датированным 18 июля и 22 августа 139 года, подтверждается, что Корнелиан был консулом-суффектом в 139 году вместе с Луцием Миницием Наталисом Квадронием Вером; эти двое предположительно занимали этот пост с 1 июля по 31 августа.
Согласно надписям], найденной в Тибуре и датированной между 151 и 175 годом, есть свидетельства того, что он был женат на Гереннии Гельвидии Эмилиане.